# Arran (distillerie)
Pour les articles homonymes, voir Arran.
Arran est une distillerie de whisky située sur l'île d'Arran en Écosse. Sise à Lochranza, elle a été fondée en 1995.
Arran a une longue histoire dans le monde du whisky. Au milieu du XVIIIe siècle il existait près de cinquante distilleries sur l’île (la plupart clandestines), mais elles ont toutes fermé depuis, à l'exception de la distillerie d'Arran et de celle de Lagg. La création de la nouvelle distillerie en 1995 renouvelle donc la tradition sur Arran. L’eau-de-vie qui y est produite a reçu l’appellation « whisky » en 1998.
La distillerie possède 2 wash still et 2 spirit still.

## Production
La distillerie d’Arran produit un single malt vendu en nom propre :
- Arran Robert Burns
- Arran 10 ans
- Arran 12 ans
- Arran 100 Proof
- Arran Sherry Cask
- Arran Moscatel
- Arran Sassicaia
- Arran Valdespino Fino Sherry
- Arran Fontalloro
- Arran Madeira

- ainsi que d'autres séries limitées, single casks et collectors.

Une partie des fûts est stockée dans les entrepôts de Springbank, à cause du manque de place et de l'impossibilité légale de les agrandir.
Le whisky Arran est utilisé dans de nombreux blends, parmi lesquels on trouve Robert Burns, Loch Ranza et  Holy Isle Cream Liquor.